# Električna žarulja
Električna žarulja je jednostavan uređaj za pretvaranje električne energije u svjetlost. Radi na principu zagrijavanja tanke volframove niti. Zbog visoke temperature zrači posebice u infracrvenom području i dijelom vidljivo svjetlo. Električna žarulja se često koristi u kućanstvima i osnova je za većinu prenosivih svjetiljki. Među glavne nedostatke spada uglavnom niska energetska učinkovitost.
Naziv električna žarulja odnosi se na rasvjetna tijela različitih oblika i dimenzija koja sadržavaju tzv. žarnu nit unutar staklenog kućišta sa zrakopraznim prostorom. Protjecanjem električne struje, žarna nit se zagrije do visokog usijanja i zrači energiju u obliku vidljive svjetlosti i toplinskog zračenja. Žarna nit se mora nalaziti u zrakopraznom prostoru kako ne bi došlo do njezina izgaranja.

## Povijest
Premda je na razvoju elektične žarulje sa žarnom niti radilo više pojedinaca patentirajući svoja otkrića, na izvjestan način je zasluga za njezino uvođenje u široku upotrebu pripala Thomasu Edisonu koji je otkupio jedan od patenata i unaprijedio konstrukciju u žarulju s niti od materijala s odgovarajućim žarnim karakteristikama, dovoljno visokog vakuuma te dovoljno velikog električnog otpora da bi se mogao uključiti u centralni izvor električne energije. Edison je patentirao svoja poboljšanja i sa svojim timom je krajem 19. stoljeća konstruirao žarulju s karboniziranom bambusovom niti koja je mogla svijetliti i do 1200 sati. Tvrtka General Electric Company patentirala je 1906. godine žarulju sa žarnom niti od volframa. Daljnji razvoj uključio je nove materijale i nova otkrića u obliku žarulja punjenih različitim inertnim plinovima te općenitu potragu za izvebama izvora svjetla koji bi imao što veću iskoristivost i što veći vijek trajanja.

## Karakteristike
Žarulje sa žarnom niti izrađivale su se u brojnim izvedbama i oblicima, s radnim naponima od 1,5 do 220 V, od svega nekoliko vata do tisuću i više vata nazivne snage. Jednostavne su i jeftine, mogu koristiti i istosmjernu i izmjeničnu struju, te su kao takve dugi niz godina bile prvi izbor kao izvor svjetla u domovima, radnim mjestima, automobilima i drugdje. 
Električna žarulja sa žarnom niti predstavlja za električni izvor čisto radno opterećenje koje, međutim, ovisi o temperaturi žarne niti. Žarulja nazivne snage 100 vata ima otpor od oko 144 oma u radu, ali samo oko 9,5 oma na sobnoj temperaturi izvan pogona. Svako uključenje na izvor napajanja predstavlja zato za žarulju svojevrstan “energetski udar” jer žarulja u trenutku uključenja troši oko 15 puta više snage u odnosu na kontinuirani rad. Žarulje visokog radnog napona (220 V na primjer) imaju zato nešto kraći radni vijek u odnosu na žarulje nižeg napona (12 V na primjer) u istim radnim uvjetima.

## Učinkovitost
Niska učinkovitost žarulje sa žarnom niti posljedica je specifične raspodjele energije zračenja unutar spektra zračenja. Naime, žarne niti, na primjer od volframa, zrače velikim dijelom u infracrvenom spektru kada su zagrijane na temperaturu gdje je nit još mehanički postojana, tj. na oko 3400 °C, gdje oko 90% energije zračenja odlazi na toplinu, a svega 10% je zračenje unutar vidljivog spektra svjetlosti. Halogene žarulje sa žarnom niti, međutim, imaju veću učinkovitost te halogena žarulja snage 60 W daje otprilike jednaku količinu svjetla kao obična žarulja sa žarnom niti snage 100 W.
U novije vrijeme žarulje sa žarnom niti su, zbog svojeg vrlo niskog faktora iskorištenja, sve više zamjenjivane drugim izvorima svjetla kao što su fluorescentno svjetlo ili diode sa svjetlosnom emisijom (Light-Emitting Diode). Štoviše, proizvodnja i prodaja običnih žarulja sa žarnom niti postala je ili će uskoro u nekim zemljama postati zabranjenom, a u svrhu uštede energije.